# Régiment du service militaire adapté de La Réunion
 (juin 2021).
Si vous disposez d'ouvrages ou d'articles de référence ou si vous connaissez des sites web de qualité traitant du thème abordé ici, merci de compléter l'article en donnant les références utiles à sa vérifiabilité et en les liant à la section « Notes et références ».
Le  régiment du Service militaire adapté de La Réunion (RSMA-R) est un régiment militaire français basé à La Réunion, dans l'océan Indien. 

## Historique
Créé en 1965 à Saint-Denis, sous l'appellation initiale de Centre militaire de préformation de La Réunion (CPMR). Il devient en 1969 le 4e Bataillon de Service militaire adapté et connaît la création d'une compagnie à Terre-Sainte, sur la commune de Saint-Pierre. En 1976, il devient le 4e Régiment de Service militaire adapté de la Réunion.
En 1988, le 4e RSMA crée un détachement du service militaire adapté à Combani, sur l'île de Mayotte. En 1993, dans le cadre du schéma d'aménagement des hauts de la Réunion, une unité est créée à Bourg-Murat. L'année suivante, une autre unité est créée à Hell-Bourg (elle déménagera en 2013 à Terre-Sainte). 
En 1999 le Régiment incorpore son premier contingent de volontaires stagiaires, à la suite de la suspension du service national.
En 2010, le 4e RSMA prend l'appellation de régiment de Service militaire adapté de La Réunion (RSMA-R) et monte en puissance (plan SMA 6000). Celle-ci se concrétise notamment par la création d'une nouvelle compagnie de formation professionnelle à Terre-Sainte en 2011. Cette même année, l'état-major est d'ailleurs transféré à Saint-Pierre, faisant du quartier Joseph Suacot la portion centrale du régiment.
En 2015, le régiment a finalisé sa montée en puissance, s'appuyant sur quatre emprises et formant quelque 1400 jeunes chaque année. Il dispense aujourd'hui une formation dans 36 métiers.

## Drapeau et insigne
Dépositaire de l'étendard du 7e régiment d'artillerie de Marine, qui porte dans ses plis l'inscription Madagascar-1896 de 1973 à 2017, le régiment a reçu officiellement son drapeau le 27 juin 2013 au nom du Régiment du Service militaire adapté de La Réunion.
L'insigne du RSMA-R est composée de trois éléments rassemblés : les armoiries de la Réunion symbolisant l'importance des échanges entre le régiment et l'île (le régiment est également appelé "régiment Péi"), l'ancre de marine, symbole des troupes de marine (les cadres et les volontaires portent l'ancre des troupes de marine) et l'insigne de l'arme du génie qui rappelle la fonction du RSMA à l'origine : un régiment bâtisseur.

## Organisation
Appartenant au ministère des Outre-mer, le RSMA de La Réunion est un des 7 régiments du Service militaire adapté. C'est le plus gros régiment du SMA (un quart des effectifs). Les cadres qui y sont affectés sont détachés par le ministère des Armées au profit du ministère des Outre-mer.
L'état major, transféré en 2012, est installé dans ses nouveaux bâtiments au quartier Suacot à Saint-Pierre, ainsi que la CFP2 (compagnie de formation professionnelle), CFP3 (depuis 2013) et la CFP4 (depuis 2011). La CFP1  est installée au quartier Laferrère à Bourg-Murat (Plaine des Cafres) et la CFP5 est implantée au quartier Ailleret à Saint-Denis.
La compagnie de commandement et de logistique (CCL) est installée à Saint-Pierre.
La compagnie d'instruction (CI) assure les formations militaires initiales et élémentaires de tous les jeunes volontaires réunionnais du RSMA-R. Elle possède en son sein la cellule d'instruction à la conduite automobile.

## Mission
Le RSMA de La Réunion, représentant 23% des effectifs du SMA et a pour mission d'offrir aux jeunes Réunionnais et Réunionnaises de 18 à 25 ans sans diplôme et souvent décrocheurs scolaires, un projet professionnel. Au travers de formations militaires et professionnelles, les jeunes sont remis sur la voie de la réussite et du succès, par un accompagnement militaire et un effort sur le savoir être et le comportement. Depuis la décision gouvernementale de 2009, les effectifs des jeunes à recruter et insérer au SMA ont doublé. À La Réunion, de 750 jeunes incorporés chaque année, les effectifs ont atteint en 2016 près de 1400 jeunes par an. Il agit au profit de la population réunionnaise depuis 1965 ce qui a permis à plus de 48 000 réunionnais de passer par ses rangs dans le cadre de la conscription puis en qualité de volontaire. Aujourd’hui c’est environ 10% d’une classe d’âge qui bénéficie de son action. Le régiment est donc particulièrement bien inséré dans le paysage réunionnais ce qui lui vaut le surnom de « Régiment péï ». Bien implanté dans son île, il jouit d’une reconnaissance réelle par son insertion dans le tissu socio-économique local et bénéficie de l’appui des services de l’Etat. 
Bénéficiant de nombreux partenariats avec le monde de la formation professionnelle (conseil régional, conseil général, AFPAR, CCIR, CMAR, Pôle emploi, missions locales, rectorat, LADOM, CNARM), de l'entreprise (MEDEF, etc.), les cadres du RSMA-R sont tous recruteurs, formateurs et chargés d'insertion, ouverts sur le monde de l'emploi et nouant des contacts suivis.
Cette mission serait inconcevable sans les financements de l'Europe, continus et contrôlés très étroitement : utilisation, résultats. Le RSMA-R bénéficie aussi d'un soutien financier du conseil régional et est éligible au fléchage du solde de la taxe d'apprentissage.

## Quelques chiffres
Les difficultés d’un territoire pourtant dynamique.
La Réunion regroupe 1,3 % de la population française et compte 868 800 habitants. Cela en fait le département d'outre-mer le plus peuplé. 29 % de la population a moins de 20 ans.  Département et région, La Réunion est un territoire attractif et dynamique. Le tissu économique de l’île se montre résistant aux aléas conjoncturels : en 2021, La Réunion a été une des rares régions françaises créatrices d’emplois. 
Malgré la bonne tenue de l’économie, la situation sociale sur l’île est relativement mauvaise. Le taux de chômage reste élevé et quasi stable : il concerne 18 % de la population active.  De plus, 41 500 Réunionnais de 15 à 29 ans ne sont ni en emploi, ni en études, ni en formation. Ils représentent 26 % de cette classe d’âge, soit deux fois plus qu’au niveau national. Actuellement un quart des Réunionnais sont au RSA et 36 % d’entre eux vivent sous le seuil de pauvreté. À titre de comparaison, la pauvreté touche 15 % de la population en métropole
- 1400 volontaires formés chaque année (soit environ 1/10e d'une classe d'âge à La Réunion);
- 30% d'illettrés;
- 247 cadres (officiers, sous-officiers, militaires du rang et engagés volontaires du service militaire adapté;
- 23% de volontaires sont des femmes;
- 83% d'insertion professionnelle à l'issue de la formation pour les volontaires stagiaires;
- 22 fonctionnaires, 8 professeurs de l'Éducation nationale et 1 assistante sociale;
- 3 sites de formations professionnelles : St-Denis, St-Pierre et Bourg-Murat;
- 36 filières de formation proposées.

## Chefs de corps du RSMAR-R
Actuellement, le régiment du Service militaire adapté de La Réunion est commandé par le colonel Régis CHOPARD
- Colonel de SAINT BLANQUAT 03.07.2021 au 04.07.2023 
- Colonel MAUREL 04.07.2018 au 03.07.2021 
- Colonel BOYER-VIDAL 07.07.2017 au 04.07.2018 
- Colonel BERTE 16.07.2015 au 07.07.2017 
- Colonel WINCKEL 16.07.2013 au 15.07.2015 
- Colonel REY 21.07.2011 au 15.07.2013 
- Colonel PAILLOT 18.07.2009 au 21.07.2011 
- Colonel MOREAU 19.07.2007 au 17.07.2009 
- Colonel LOIACONO 12.08.2005 au 18.07.2007 
- Colonel BOURASSEAU 06.08.2003 au 11.08.2005 
- Colonel GRAFF 13.08.2001 au 05.08.2003 
- Colonel MESSANA 12.08.1999 au 12.05.2001 
- Colonel NOIRTIN 12.08.1997 au 11.08.1999 
- Colonel SAUVONNET 10.08.1995 au 11.08.1997 
- Colonel RAEVEL 06.08.1992 au 09.08.1995 
- Colonel CHASSET 06.08.1989 au 05.08.1992 
- Colonel MORTESSAGNE 13.08.1986 au 19.07.1989 
- Lieutenant-colonel MEYER 20.07.1983 au 12.08.1986 
- Lieutenant-colonel RICHARD 25.07.1980 au 19.07.1983 
- Lieutenant-colonel OUDART 09 08.1977 au 24.07.1980 
- Lieutenant-colonel MONLAU 19.08.1974 au 08.08.1977 
- Lieutenant-colonel MEUNIER 10.08.1971 au 18.08.1974 
- Chef de bataillon CHABERT  30.06.1968 au 09.08.1971 
- Lieutenant-colonel POMPON 01.11.1965 au 29.06.1968 